# Nattages
Nattages era una comuna francesa situada en el departamento de Ain, de la región de Auvernia-Ródano-Alpes, que el 1 de enero de 2016 pasó a ser una comuna delegada de la comuna nueva de Parves-et-Nattages al fusionarse con la comuna de Parves.

## Demografía
| Gráfica de evolución demográfica de Nattages entre 1901 y 2013 |
|                                                                |

Los datos demográficos contemplados en este gráfico de la comuna de Nattages se han cogido de 1901 a 1999 de la página francesa EHESS/Cassini, y los demás datos de la página del INSEE.